# Osetljivost (eksplozivi)
U inženjeringu eksploziva, osetljivost se odnosi na stepen do kojeg se eksploziv može aktivirati udarom, toplotom ili trenjem.  Trenutno korišćene standardne metode određivanja mehaničke osetljivosti (udar i trenje) razlikuju se u pripremi uzoraka (obično se koristi konstantna masa ili zapremina; gomila ili presovana pločica), rasporedu uzoraka (zatvoreni/otvoreni uzorak itd.), tipu instrumenta, kriterijumima "proći/ne proći" i statističkoj analizi rezultata. 
Osetljivost, stabilnost i brizantnost su tri od najvažnijih osobina eksploziva koje utiču na njihovu upotrebu i primenu. Svi eksplozivni spojevi imaju određenu količinu energije potrebne za inicijaciju, što je analogno minimalnoj energiji potrebnoj za paljenje smeša goriva i vazduha. Ako je eksploziv previše osetljiv, može se slučajno aktivirati. Bezbedniji eksploziv je manje osetljiv i neće eksplodirati ako se slučajno ispusti ili nepravilno rukuje. Međutim, takvi eksplozivi su teži za namerno aktiviranje.
Osetljivost je karakteristika osetljivosti eksplozivnih materijala (EM) na određene spoljne uticaje.
Osetljivost eksplozivnih materijala se najčešće predstavlja kao minimalna vrednost nekog spoljnog uticaja (inicijalnog impulsa), koja sa određenom (najčešće 100-procentnom) verovatnoćom dovodi do eksplozije tog eksploziva u standardnim uslovima. Ova karakteristika je veoma važna za organizovanje bezbedne proizvodnje, transporta i upotrebe eksplozivnih materijala.
Osetljivost eksploziva se mora uzeti u obzir prilikom njegove upotrebe, transporta i skladištenja.
Osetljivost na različite faktore određuje se posebnim testovima. Na primer, prilikom ispitivanja osetljivosti na udar, čelični cilindar od 2 kg se pušta da padne na eksploziv, a visina sa koje dolazi do eksplozije određuje osetljivost. Osetljivost na trenje se određuje specijalnim rotirajućim uređajem koji se vrti brzinom od 150 obrtaja u minuti i istovremeno vrši pritisak na eksploziv. Maksimalni pritisak koji ne izaziva eksploziju u šest testova predstavlja brojnu vrednost osetljivosti na trenje. Osetljivost na toplotu se određuje vrednošću tačke paljenja, što odgovara minimalnoj temperaturi na kojoj se eksploziv zapali u roku od 5 minuta.
Pokazatelji osetljivosti različitih eksploziva značajno se razlikuju. Na primer, nitroglicerin je veoma osetljiv i eksplodira već pri padu čeličnog cilindra sa visine od 4 cm, dok je njegova tačka paljenja 180 °C (356 °F; 453 K). S druge strane, kod trinitrotoluena (TNT), odgovarajuće vrednosti su 70 cm i 310 °C (590 °F; 583 K). Osetljivost na udar amonijum-nitratnih eksploziva doseže nekoliko metara.

## Eksplozivni lanac
Manje osetljivi eksplozivi mogu se inicirati manjim količinama osetljivijih eksploziva, koji se nazivaju kapisle ili detonatori, kao što su detonatorske kapisle. Korišćenje sve manje osetljivih eksplozivnih materijala za stvaranje eskalirajuće lančane reakcije poznato je kao eksplozivni lanac, sekvenca iniciranja ili lanac paljenja.

## Klasifikacije
Visokoenergetski eksplozivi se konvencionalno dele na dve klase eksploziva, koje se razlikuju po osetljivosti: 
- Primarni eksplozivi su izuzetno osetljivi na mehanički udar, trenje i toplotu, na koje će reagovati brzim sagorevanjem ili detonacijom.
- Sekundarni eksplozivi, takođe zvani osnovni eksplozivi, relativno su neosetljivi na udar, trenje i toplotu.

Podaci za 150 energetskih jedinjenja koja sadrže elemente CHNOFCl su dostupni. 

## Karakteristike osetljivosti
U zavisnosti od prirode uticaja na EM, postoji značajan broj različitih vrsta i metodologija za određivanje osetljivosti. Najčešće korišćeni, a u mnogim slučajevima i standardizovani, su sledeći tipovi osetljivosti EM:
- na udar
- na trenje
- na zagrevanje (temperatura paljenja)
- na uticaj plamena
- na uticaj varnice
- na proboj metka (ili gelera)
- na detonaciju (osetljivost na detonaciju)

## Literatura
- Pozdnjakov Z. G., Rossi B. D. Priručnik o industrijskim eksplozivnim materijalima i sredstvima za miniranje. — M.: "Nedra", 1977. — str. 179–224.